# Teodor Bobowski
Teodor Bobowski (ur. 22 października 1889 w Berlinie, zm. wiosną 1940 w Katyniu) – podporucznik rezerwy piechoty Wojska Polskiego, ofiara zbrodni katyńskiej.

## Życiorys
Syn Stanisława i Marii z domu Berchiet. Powołany do armii niemieckiej, walczył w I wojnie światowej. Należał do konspiracji przedpowstaniowej w Wielkopolsce, był organizatorem (jeszcze przed powstaniem) brawurowej akcji wykradzenia Niemcom tajnej dokumentacji wojskowej, która trafiła potem w ręce aliantów. Walczył w powstaniu wielkopolskim. Tłumacz w misji angielskiej w czasie pobytu Ignacego Paderewskiego w Poznaniu. Następnie w Wojsku Polskim, w szeregach 57 pułku piechoty walczył w wojnie 1920 r. Przeniesiony do rezerwy, przydzielony do korpusu oficerskiego OK VII.
W czasie kampanii wrześniowej 1939, po agresji ZSRR na Polskę, w nieznanych okolicznościach dostał się do niewoli sowieckiej. Osadzono go w obozie jenieckim w Kozielsku. Wiosną 1940 został zamordowany przez funkcjonariuszy NKWD w lesie katyńskim i tam pogrzebany w bezimiennej mogile zbiorowej, gdzie od 28 lipca 2000 mieści się oficjalnie Polski Cmentarz Wojenny w Katyniu. W miejscu tym prowadzone były ekshumacje i prace archeologiczne. W 1943 ciało Teodora Bobowskiego zostało zidentyfikowane w toku ekshumacji prowadzonych przez Niemców pod numerem 1345, a przy zwłokach znaleziono kartę szczep. 1770. Figuruje na liście wywózkowej 022/1 z 9 kwietnia 1940 i liście PCK (AM) 1345.

### Życie prywatne
Był żonaty z Zofią z Kraszewskich i miał pięcioro dzieci – cztery córki i syna. Należał wraz z żoną do Stowarzyszenia Kupców Chrześcijan w Poznaniu. Pracował jako handlowiec, a następnie był urzędnikiem.

## Ordery i odznaczenia
- Krzyż Niepodległości[1]
- Krzyż Walecznych[1] (KW 339–10351)
- Odznaka Pamiątkowa Wojsk Wielkopolskich[1]
- Krzyż na Śląskiej Wstędze Waleczności i Zasługi[1]

## Upamiętnienie
5 października 2007 minister obrony narodowej Aleksander Szczygło mianował go pośmiertnie na stopień porucznika. Awans został ogłoszony 9 listopada 2007 w Warszawie, w trakcie uroczystości „Katyń Pamiętamy – Uczcijmy Pamięć Bohaterów”.
10 kwietnia 2011, w ramach akcji „Katyń... pamiętamy” / „Katyń... Ocalić od zapomnienia”, został posadzony Dąb Pamięci na Osiedlu Warszawskim w Poznaniu, honorujący Teodora Bobowskiego. Umieszczono tam również tablicę pamiątkową z jego nazwiskiem.